# Leszek Leon Lesisz
Leszek Leon Lesisz ps. Stok (ur. 1924, zm. 2007) – podoficer Armii Krajowej, uczestnik Akcji Burza, członek drużyny minerskiej oddziału partyzanckiego por. "Barabasza". Żołnierz 4 pułku piechoty legionów AK, uczestnik bitwy pod Antoniowem. Od września 1944 roku więzień obozu Lamsdorf (Łambinowice), wywieziony do pracy w głąb Niemiec w okolice Kassel, następnie żołnierz 28 batalionu pomocniczego 8 brytyjskiej Armii Montgomery'ego. Po wojnie więziony przez UB w więzieniu w Kielcach, w okresie późniejszym nauczyciel i dyrektor szkół kieleckich, zaangażowany w akcje niwelowania analfabetyzmu w województwie świętokrzyskim.